# Alleuze
Alleuze é uma comuna francesa na região administrativa de Auvérnia-Ródano-Alpes, no departamento de Cantal. Estende-se por uma área de 21,9 km². Em 2010 a comuna tinha 223 habitantes (densidade: 10,2 hab./km²).